# Emancipación (Juárez)
Emancipación es una localidad del municipio de Juárez ubicado en el noroeste del estado mexicano de Chiapas.

## Geografía
La localidad de Emancipación se sitúa en las coordenadas geográficas 17°40′47″N 93°05′16″O / 17.679722, -93.087778, a una elevación de 9 metros sobre el nivel del mar.

## Demografía
Según el Conteo de Población y Vivienda 2005, efectuado por el Instituto Nacional de Estadística y Geografía, Emancipación tenía 35 habitantes, en 2010 la población era de 27 habitantes, y para 2020 había 26 habitantes, de los cuales 11 eran del sexo masculino y 15 del sexo femenino.
| Gráfica de evolución demográfica de Emancipación entre 2005 y 2020 |
|                                                                    |
| INEGI.                                                             |